# Салвай, Шарлот
Шарлот Салвай (фр. Charlot Salwai; род. 24 апреля 1963, Пентекост) — премьер-министр Вануату с 11 февраля 2016 по 20 апреля 2020 года и с 6 октября 2023 по 11 февраля 2025 года. Представитель франкоговорящего меньшинства с острова Пентекост.
В 1991—1995 годах — личный секретарь премьер-министра Максима Карлота Кормана. С 2002 года — депутат парламента от Союза умеренных партий, правоцентристской франкофонной партии. С июля по декабрь 2004 года — министр торговли, с августа — одновременно министр природных ресурсов. Затем заместитель руководителя парламентской оппозиции левому правительству англоговорящего Хама Лини. С 2008 года — министр образования, с 2012 года — министр финансов (в том же году перешёл в малую регионалистскую партию Наманги Аути). С 2013 года — руководитель парламентской оппозиции (с перерывом в 2014—2015 годах, когда занимал пост министра внутренних дел).
По результатам выборов 2016 года, несмотря на то, что Наманги Аути получила на них всего три места в парламенте, стал компромиссным кандидатом на пост главы правительства, заняв его при поддержке националистических, преимущественно англоговорящих, партий, а также франкоговорящих правоцентристов. Занимал этот пост до 2020 года.
6 октября 2023 года Салвай был избран премьер-министром после отстранения Сато Килмана в результате вотума недоверия.